# Intercorp
Intercorp (legalmente Banco Internacional del Perú Service Holding S.A.A.) es un conglomerado de empresas multinacionales de origen peruano dirigido por el empresario Carlos Rodríguez Pastor Persivale. La empresa abarca el área de la banca, seguros, retail, hotelería, restaurantes, centros comerciales, inmobiliarias, educación, administración, salud, lotería, cines y servicios. Es una empresa componente del índice S&P/BVL Perú General.
Once empresas del grupo: Cineplanet, Cineplanet Prime, Cineplanet Xtreme, Supermercados Peruanos S.A., Plaza Vea, Vivanda, Mass, Makro Perú, Interseguro, Interbank, UTP, Shopstar.pe y Casa Andina, están en el ranking de "The 30 Greatest Places to Work".

## Historia

### Inicios y primeros años
En 1994, el inversionista peruano Carlos Rodríguez-Pastor Mendoza, junto con algunos socios minoritarios estadounidenses, adquirió el Banco Internacional del Perú (en ese entonces, bajo el nombre comercial Interbanc) al Estado peruano, durante el régimen del fujimorismo. Con ello se inició el crecimiento de la empresa como entidad financiera. El 91% de las acciones fueron adquiridas y transferidas a IFH (International Financial Holding), mientras que el resto fueron vendidas a algunos trabajadores de la empresa. Un año después, en 1997, el banco inició una alianza estratégica con el Grupo Wong (hoy Cencosud Perú). Como parte del acuerdo, se instalaron agencias en los supermercados Wong y Metro. Más adelante, en 1998, Interbank lanza la aseguradora Interseguro, la cual se volvió una de las principales en el Perú. Ese mismo año, la entidad bancaria creó Urbi Propiedades (hoy Interproperties), su subsidiaria inmobiliaria.

### Década de 2000
En el año 2000, Interbank adquiere la empresa de cines Cineplex S.A.. Tras la adquisición, el nombre del cine cambia a Cineplanet. En 2005, comienza sus operaciones en Chile tras la compra de la cadena Movieland, la cual fue después renombrada a Cineplanet. En febrero de 2003, Casa Andina inicia sus operaciones con una propiedad en el distrito de Miraflores. Con el paso de los años, la empresa se expandió al nivel nacional.
A fines del mismo año, Interbank realizó la compra de Supermercados Santa Isabel Perú a la empresa holandesa Ahold tras su retiro de Latinoamérica.  El 1 de enero de 2004, la empresa inicia operaciones bajo la denominación de Supermercados Peruanos S.A. (Súper Food Holding), acción que generó tensiones con el Grupo Wong, el cual también tenía planes de adquirir Santa Isabel y también por los acuerdos que ambos conglomerados peruanos poseían. Debido a esto en 2006, se rompe la alianza estratégica entre estas últimas.
En diciembre de 2005 ingresa al rubro de centros comerciales, con la apertura del primer Real Plaza en Chiclayo y bajo la razón social de Real Plaza S.R.L.
En septiembre de 2006, se crea Intergroup, con la finalidad de crear una holding dedicada a la gestión del accionario de IFH en la industria de servicios financieros en Perú. A pesar de haber sido instituida en Panamá, opera exclusivamente en Perú.
En agosto de 2008, el Grupo Interbank lanzó la Universidad Corporativa Intercorp (UCIC) para dar formación a los trabajadores de las empresas del conglomerado.
En mayo de 2009, Interbank ingresa al rubro de las tiendas por departamento con la reintroducción de la clásica marca Oechsle, ahora bajo el nombre legal de Tiendas Peruanas S.A.

### Década de 2010 en adelante
A inicios de 2011, el grupo adquirió la cadena de comida rápida Bembos. En julio de 2012, Interbank adquiere la cadena de restaurantes de comida china Chinawok, y también el 50% restante de las acciones de ExpressNet a un costo de US$940,000.
ExpressNet es el adquirente local de las transacciones con tarjetas de crédito American Express. En la misma fecha, compra el 50% más una de las acciones de la Universidad Tecnológica del Perú (UTP) y de la Universidad Tecnológica de Chiclayo (UTCH).
A inicios de 2014, lanzó el restaurante Don Belisario. A mediados del mismo año se crea Intercorp Financial Services, holding financiero que consolida la propiedad de Interbank e Interseguro. Después, en mayo de 2016, adquiere la empresa de loterías Intralot del Perú, dueña de Tinka y Kábala, entrando así al negocio de las loterías.
En 2020, Intercorp adquiere la filial peruana de la supermayorista holandesa Makro a SHV Holdings, obteniendo la propiedad total de los 16 locales de dicha cadena. En junio del mismo año, crea la aplicación móvil Tunki, una billetera online dirigida a emprendedores.
En 2019, Intercorp llevó a cabo un programa de sensibilización a 150 líderes sénior de su organización junto a la consultora Korn Ferry para impulsar una cultura progresista en el conglomerado empresarial. Para 2020, se lanzó el "Toolkit de inclusión" con información sobre la diversidad e inclusión. En el año 2022, el Toolkit fue actualizado para incorporar un enfoque interseccional a dicha herramienta. Además, lanzaron en su sitio web una sección con información sobre la estrategia DEI (Diversidad, Equidad e Inclusión) aplicada en dicha organización.
En 2025, se produjo el colapso del techo del Real Plaza Trujillo, por el que la Fiscalía inició una investigación por presunto homicidio contra uno de sus gerentes.

## Empresas

### Interbank
Es una de las principales entidades financieras del país. A febrero de 2014, cuenta con más de 270 agencias o tiendas financieras a nivel nacional. Posee oficinas al interior de los supermercados Plaza Vea y Vivanda. Interbank también posee una agencia de negocios en Shanghái, China.

### Intercorp Retail
Es una empresa que adquirió la cadena de boticas InkaFarma en enero de 2011 y la cadena Mifarma en enero de 2018, tras la adquisición de Quicorp. Es la mayor empresa del rubro farmacéutico en Perú. Sin embargo, la fusión de ambas cadenas ha sido objeto de una demanda judicial contra InRetail por un posible caso de monopolio.

### Casa Andina
Es una cadena de hoteles de clase internacional dirigido a turistas. Inició sus operaciones en 2003, en un inicio con un hotel inaugurado en el distrito de Miraflores, en la ciudad de Lima. La empresa cuenta actualmente con 30 hoteles en 19 ciudades al nivel nacional.

### Supermercados Peruanos S.A.

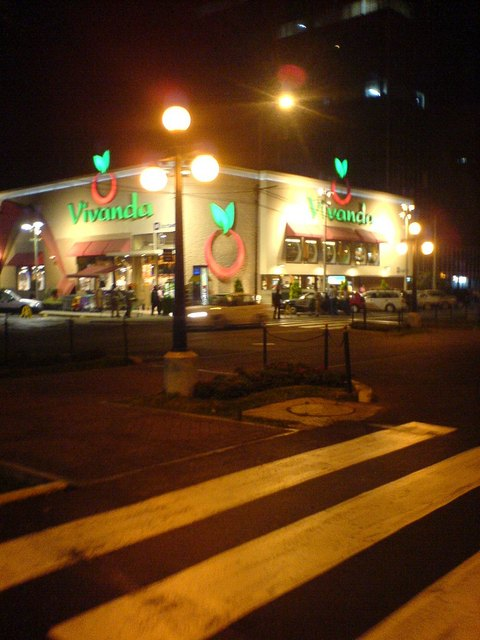
Local de Vivanda en Miraflores.

Supermercados Peruanos S.A. es la empresa dueña de las cadenas de supermercados de Interbank, opera las marcas Plaza Vea, Vivanda, Mass y Makro. También opera la cadena de preventa de entradas para eventos Tu Entrada. Además, en enero de 2018, Intercorp adquirió Quicorp, dueña de las cadenas de tiendas de conveniencia Mimarket y Justo.

### Tiendas Peruanas
Es una subsidiaria encargada de las tiendas por departamento Oechsle. Su primera tienda fue inaugurada en el centro comercial Real Plaza Huancayo. Después, se aperturaron tiendas en Lima, Arequipa, Trujillo, Chiclayo, Cajamarca, Piura, Cusco, Ica y Huánuco.

### Homecenters Peruanos
Esta empresa administra Promart Homecenter, marca para una tienda de implementos para el hogar surgida en 2011. Cuenta con 24 locales al nivel nacional, 5 de ellos en Lima.

### Financiera Oh!
Intercop lanzó Financiera Uno (renombrada como Financiera Oh! en 2015) a través de Oeschle (Tiendas Peruanas S.A.) en 2013. Es la entidad que administra las tarjetas de crédito de toda la cadena retail de Intercorp (Intercorp Retail), que incluyen Oechsle, Plaza Vea, Mass, Makro, Promart Homecenter, InkaFarma, Mifarma y Cineplanet. También es posible retirar dinero en efectivo y acceder a promociones exclusivas.

### Interproperties
Interproperties es una empresa inmobiliaria encargada de realizar los proyectos de Interbank, ya sean de vivienda o comerciales.

### Cineplex S.A.
Cineplex S.A. es operador de la cadena de cines Cineplanet en Perú y Chile.
Es la principal cadena de cines en Perú. Cineplanet cuenta con más de 74 salas de cine a nivel nacional y contempla varios proyectos. Actualmente, cuenta con salas en las siguientes ciudades:
Lima: Miraflores, San Miguel, Jesús María, Breña, Lima, Independencia, Comas, San Juan de Lurigancho, Ate, La Molina, Lince, La Victoria, San Borja, Santiago de Surco, Chorrillos, San Juan de Miraflores, Villa María del Triunfo, Villa El Salvador y Lurín.
Callao: Ventanilla.
Provincias: Arequipa, Piura, Chiclayo, Trujillo, Cusco, Huancayo, Huánuco, Cajamarca, Tacna, Ica, Juliaca, Moquegua, Sullana, Ilo, Jaén, Tarapoto, Puno, Chiclayo, Chimbote, Pucallpa, Tumbes.
En Chile, Cineplanet ingresa al mercado del país chileno bajo la marca Movieland. Movieland cambia de imagen y nombre a Cineplanet, de tal forma se unifica la marca entre los dos países.

### Bembos
A comienzos de 2011, el Grupo Interbank adquirió en su totalidad la cadena de restaurantes de comida rápida Bembos. Dentro del acuerdo de venta, solo se incluyeron las operaciones de la cadena en Perú.

### GlobalNet
Entre los servicios que ofrece Interbank están los cajeros GlobalNet, éstos se caracterizan por aceptar todas las tarjetas del mundo. Cuenta actualmente con 1.500 cajeros en todo el Perú.

### Interseguro
Interseguro fue lanzado en 1998, por una alianza entre el Grupo Interbank y la Bankers Trust Company, socio del mayor asegurador de Chile, Consorcio Nacional de Seguros de Vida. En el año 2000, Interbank adquirió el 100% de las acciones y más adelante vendió el 15% de las mismas a IFC (International Finance Corporation), una subsidiaria del Grupo del Banco Mundial.
En 2009, Interseguro alcanzó en Perú una participación en el mercado de un 22,8% (primer lugar) de todas las primas por pólizas de renta vitalicia, 13,6% en seguros de vida y 6,3% en total de seguros.

### Intercorp Shopping Malls

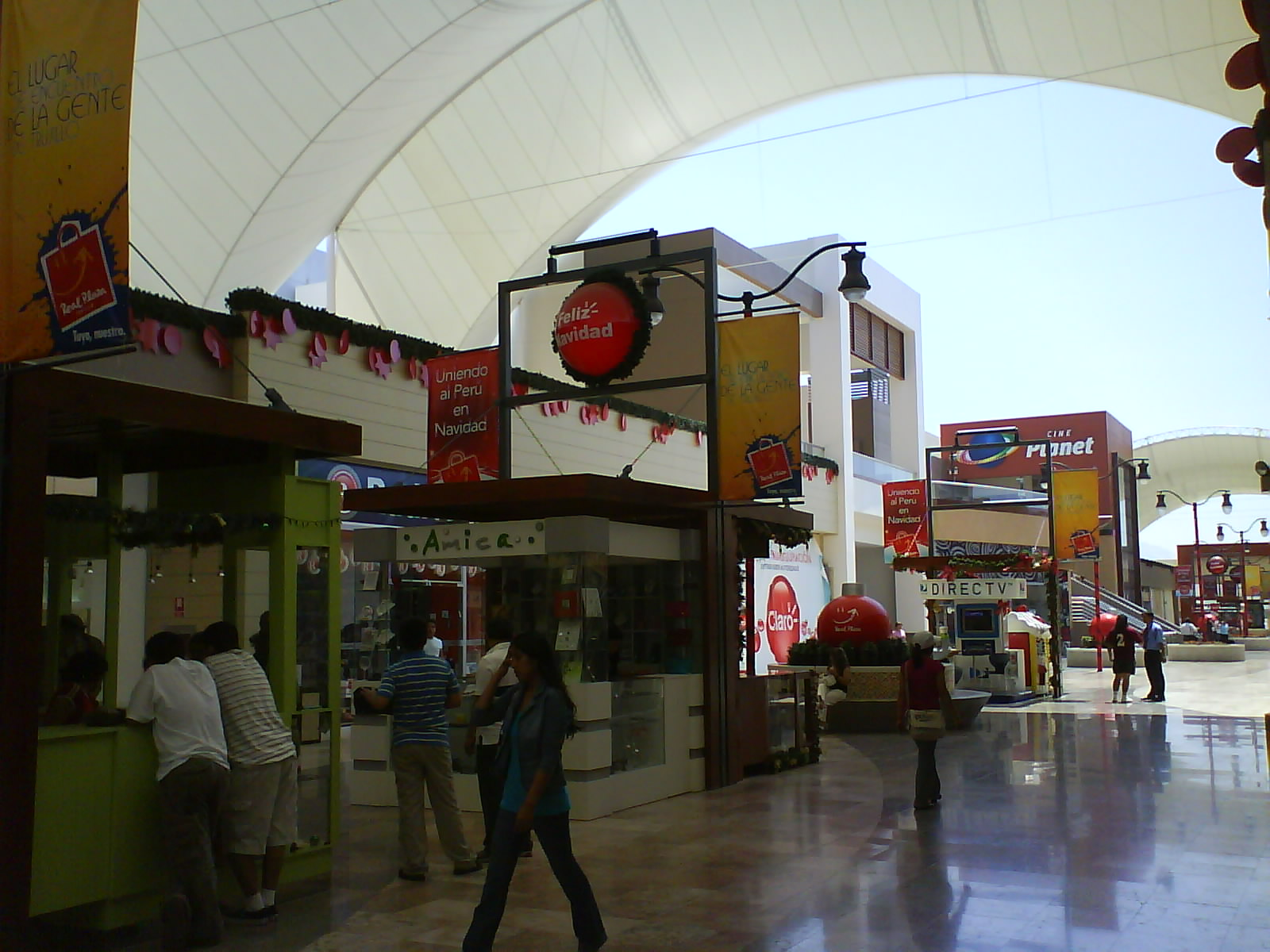
Real Plaza Trujillo.

Intercorp Shopping Malls es la empresa operadora de centros comerciales perteneciente a Interseguro. Opera centros comerciales con las marcas Real Plaza y Plaza Center en las ciudades de Lima, Trujillo, Chiclayo, Cajamarca, Arequipa, Sullana, Huancayo, Piura, Juliaca, Chimbote, Nuevo Chimbote, Huánuco, Cusco, Moquegua, Tarapoto, Ilo, Jaén, Puno, Tumbes ,Talara y Pucallpa, con proyectos en Lima y el interior del país. Real Plaza y Plaza Center trabajan de la mano con Interproperties que es quien se encarga de la construcción de los mismos.

### Intertítulos
Intertítulos es una empresa dedicada al rubro de administración de patrimonios y garantías de titulación. Al 2006, contaba con operaciones con un valor de US$ 430 millones.

### Inteligo Bank
Fue fundado en 1995 en Nassau, Bahamas, obteniendo en 1996 una licencia internacional para abrir una sucursal en Panamá, uno de los centros financieros más importantes de Latinoamérica.
Inteligo Bank es un banco off-shore, que ofrece servicios de banca privada y asesoría financiera global a clientes de alto patrimonio.
Entre los principales productos que ofrece Inteligo Bank, se encuentran: depósitos a plazo, administración de portafolios con instrumentos financieros internacionales (renta fija y renta variable), tarjetas de crédito y cuentas payable-through.

### Interfondos SAF
Interfondos SAF (Sociedad administradora de fondos) se dedica a la administración de fondos mutuos. Sus clientes pueden comprar participaciones de un fondo mutuo que se invierte principalmente en bonos y/o acciones y que es manejado por profesionales en inversiones. A 2006, Interfondos SAF tenía una participación en el mercado de 16%.

### Inteligo SAB
Inteligo SAB (Sociedad de agentes de bolsa) es una empresa corredora de valores, Inteligo SAB está presente en el mercado de valores desde 1993, habiéndose consolidado en los primeros lugares en términos de volumen de negociaciones en Renta Fija y Renta Variable. Hoy en día es una de las Sociedades de Agentes más importantes del Perú.

### Universidad Corporativa Intercorp
La Universidad Corporativa Intercorp es una entidad fundada en 2008, que brinda instrucción laboral para los trabajadores de las empresas de Intercorp. Los cursos y programas que ofrece UCIC se centran en la banca, administración, seguros, habilidades docentes, innovación, retail y herramientas de computación.

### Colegios Peruanos
Colegios Peruanos S.A. es la empresa que administra la cadena de colegios Innova Schools. Es la red más grande de colegios privados en Perú, con 35 colegios en la ciudad de Lima y 10 en otras ciudades del Perú.

### ExpressNet
Fue adquirida en julio del 2012, con la adquisición del 50% restante de las acciones del Banco de Crédito del Perú (BCP) en ExpressNet.. Es el representante local de las tarjetas de crédito American Express y es adquirente de las transacciones con esa marca de tarjetas en el Perú.

### Universidad Tecnológica del Perú
Fue adquirida en 2012. Es de educación superior con presencia a nivel nacional, con convenios con importantes universidades a nivel internacional. Ofrece más de 30 carreras profesionales.

### IDAT
Fue adquirida en julio de 2012. Es un instituto de educación superior con presencia a nivel nacional. Ofrece las carreras de ingeniería, informática, negocios y comunicaciones en sus distintas ramas.

### Zegel Ipae
Fue adquirida a finales de enero del 2014. Zegel es una institución universitaria con presencia a nivel nacional. Ofrece las carreras de administración de negocios, administración de negocios internacionales, administración logística, administración turística y marketing entre otros programas de extensión. Su modelo educativo está orientado fomentar una cultura empresarial de éxito.

## Sede principal
La sede principal del grupo conocida como el Edificio Interbank, es una torre de 88 m de altura sobre un área de 45 300 m², ubicada en la urbanización Santa Catalina, en el distrito de La Victoria. Su diseño estuvo a cargo del arquitecto austriaco Hans Hollein.
La torre ha sido elegida entre las trece construcciones más impresionantes de Latinoamérica. La inclinación de la torre no es solo por medidas estéticas sino también antisísmicas desarrollada por el especialista Carlos Casabonne Rasselet.
Interbank decoró la torre con luces led que atraviesan todo el frontis del edificio, prendiéndose usualmente de los colores verde y azul (colores característicos de Interbank), durante el mes de julio se prende de rojo y blanco debido a fiestas patrias en Perú y durante diciembre verde y rojo por Navidad.